# Jastrzębie Zdrój
Jastrzębie Zdrój (/jasˈtʂɛmbʲɛ ˈzdruj/, en silésien : Jastřymbje-Zdrůj, en allemand : Bad Königsdorff-Jastrzemb) est une ville de la voïvodie de Silésie, en Pologne.

## Géographie
Jastrzębie Zdrój se trouve dans le sud du pays, près de la frontière avec la Tchéquie.
La ville, qui regroupe 11 anciennes communes depuis 1963, constitue également un powiat (ville-district).

## Histoire

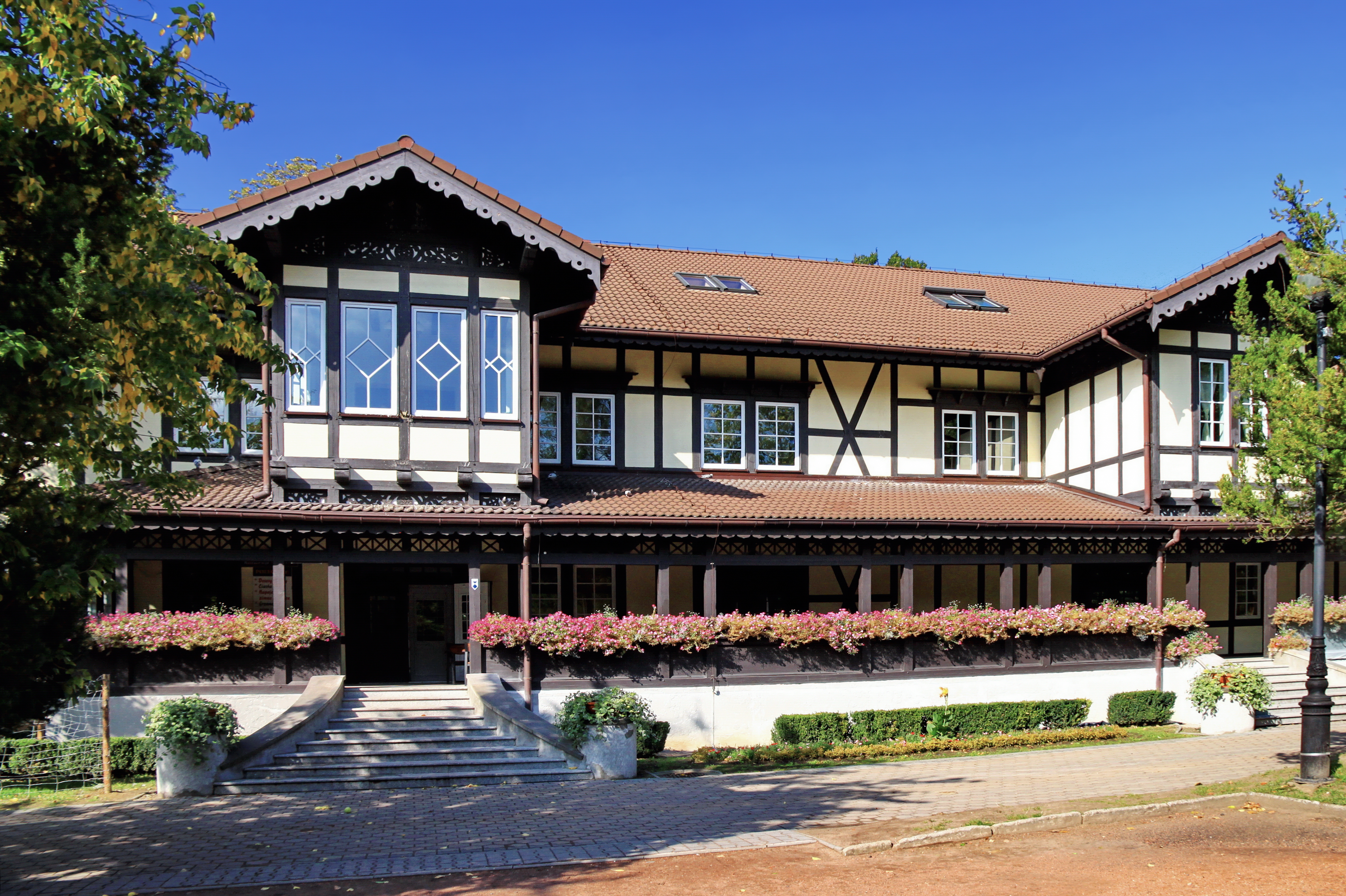
Maison thermale.

De 1818 à 1922, Bad Königsdorff-Jastrzemb fait partie de l'arrondissement de Rybnik dans le district d'Oppeln au sein la province de Silésie. Jastrzębie Zdrój fut une importante station thermale du XIXe siècle aux années 1960 (zdrój signifie source en polonais). Elle est ensuite dominée par l'industrie d'extraction du charbon.
Le 3 septembre 1980, peu de temps après l'accord de Gdańsk, est conclu l'accord de Jastrzębie-Zdrój (en) entre le gouvernement communiste et des mineurs grévistes qui obtiennent l'amélioration de leurs conditions de travail et de leurs salaires.

## Jumelages
La ville de Jastrzębie Zdrój est jumelée avec  :
- Karviná (Tchéquie) depuis le 6 mars 1995
- Havířov (Tchéquie) depuis le 1er mars 1995
- Tourcoing (France) depuis le 12 avril 1997
- Ibbenbüren (Allemagne) depuis le 14 décembre 2007
- Prievidza (Slovaquie) depuis le 15 mai 2009
- Borchtchiv (Ukraine) depuis le 28 aout 2017

## Projets de coopération décentralisée sur programmes européens
- Frohnleiten (Autriche)
- Landsberg am Lech (Allemagne)
- Gioia del Colle (Italie)
- Šiauliai (Lituanie)
- Setúbal (Portugal)
- Velká Bystřice (République tchèque)

## Personnalités liées à la ville
- Otto von Garnier (1830-1908), général